# FC 시우다드데라아바나
FC 시우다드데라아바나(Fútbol Club Ciudad de La Habana)는 쿠바의 수도 아바나를 연고지로 하는 쿠바의 명문 축구 클럽이다.